# 세르지우 부슈
세르지우 부슈(루마니아어: Sergiu Buș, 1992년 11월 2일 ~ )는 루마니아의 축구 선수이다. 포지션은 공격수이다. K리그 시절 등록명은 부쉬였다.